# Sench Avit de Vialars
Sench Avit de Vialars (en francès Saint-Avit-de-Vialard) és un municipi francès situat al departament de la Dordonya i a la regió de la Nova Aquitània.

## Demografia
| 1962                                       | 1968 | 1975 | 1982 | 1990 | 1999 | 2007 |
| ------------------------------------------ | ---- | ---- | ---- | ---- | ---- | ---- |
| 123                                        | 107  | 90   | 100  | 113  | 118  | 139  |
| Des de 1962: població sense dobles comptes |      |      |      |      |      |      |

## Administració
| Període | Identitat           | Partit |
| ------- | ------------------- | ------ |
| 1989-   | Maurice Fontalirant |        |